# Deborah Schöneborn
Deborah Schöneborn (Troisdorf, 13 de marzo de 1994) es una deportista de Alemania que compite en atletismo.
Ganó una medalla de bronce en el Campeonato Mundial de Campo a Través de 2018, en la prueba de equipo. Participó en los Juegos Olímpicos de Tokio 2020, en la prueba de maratón.